# GRES Unidos de Padre Miguel
Gremio Recreativo Escuela de Samba Unidos de Padre Miguel es una escuela de samba de la ciudad de Río de Janeiro fundada el día 12 de noviembre de 1957. Está ubicada en la Calle Mezquita en Vila Vintém, en el barrio de Padre Miguel. Fue vista durante mucho tiempo como la hermana más pequeña de Mocedad Independiente de Padre Miguel. siendo creada para representar las agremiaciones de la zona rural de Río de Janeiro. Escogió los colores rojo y blanco. La escuela trae como símbolo el buey rojo y por cuenta de él se hizo conocida.

## Historia
El inicio de la escuela fue brillante, pues inmediatamente en su primer desfile en la plaza Once en 1959 se consagró campeona y adquirió el derecho de presentarse entre las grandes en 1960. Sin embargo, la mala colocación que obtuvo, la hizo regresar a las categorías inferiores. La escuela volvió a desfilar entre las grandes en 1964, 1971 y 1972.
Después del incremento financiero de Castor de Andrade a Mocedad Independiente de Padre Miguel, la escuela se distanció de los principales grupos cariocas, llegando, inclusive, a no desfilar algunos años.
Paradójicamente, en los años 2000, después de una fase de estancamiento de la escuela hermana de Padre Miguel, la Unidos pisó un camino de éxito. Con dos campeonatos seguidos. En 2005 en el Grupo D y en 2006 en el Grupo C, salió del último grupo del carnaval carioca hasta el retorno al desfile en el sambódromo en 2006, por el Grupo B.
2005 - Abran alas que yo quiero pasar. Soy carnaval carioca soy Unidos de Padre Miguel
Con el carnavalesco André Cézari, Unidos de Padre Miguel hizo un desfile maravilloso hablando sobre el Carnaval Carioca y su historia. Con un samba que es recordado hasta hoy en su manzana, "Yo soy Unidos, Amor... Rojo y Blanco, Yo soy..." la Unidos consiguió su 3° Campeonato. El samba es usado como un Samba - Exaltación hasta los días de hoy!. 
2006- De la lágrimas del tupã, nace el fruto divino: el guaraná
Ganó su 2° Campeonato seguido, con el debutante carnavalesco Edson Pereira hablando de la historia del Guaraná, la Unidos Impactó con su desfile impecable. 
2007 - Unidos por los caminos de la fe, domando los carnavales
En 2007, la Unidos de Padre Miguel volvía al Marquês de Sapucaí tras más de dos décadas. La escuela contó su cincuentenario comenzando por la comisión de frente de guerreros plateados en defensa de la fe. Uno de los puntos altos del desfile fue el segundo coche, con televisiones, mesas de chat y tendederos de ropa, en una imagen que formaba una choza, llenada por la comunidad de Vila Vintém. Las bahianas de la escuela vinieron doradas en conmemoración a las bodas de oro. Quadrilha de Festa Junina, Natal, Pascua, las cometas fueron recordadas como rituales irreverentes. El público se animó con la escuela, que pasó acelerada y tuvo que arrastrarse en el final para no terminar el desfile con menos de 40 minutos. La escuela consiguió la sexta colocación en el grupo B. 
2008 - En el reino de las aguas de Olukum
En 2008, los medios daban como cierto el ascenso de la escuela para el Grupo de acceso A, puerta de entrada para el Grupo Especial, pero, inexplicablemente, la escuela obtuvo sólo la tercera colocación, aplazando así su retorno al Grupo A. La Unidos de Padre Miguel no pasó de un tercer lugar, pero el desfile fue impecable. Desde la comisión de frente hasta el último coche, la escuela mostró alegorías lujosas, para contar la importancia de las aguas, sea de los mares, de los ríos o de los océanos, por medio de la historia de Olokum, Dios de las Aguas. 
2009 - Vino, néctar de los dioses - La Celebración de la Vida
En 2009, la Unidos de Padre Miguel presentó alegorías y fantasías altamente lujosas para contar la historia sobre el vino, denominado Vino, néctar de los dioses - La celebración de la vida, conquistó el Grupo Río de Janeiro 1, empatada con a Académicos del Cubango, ascendiendo al Grupo A, puerta de entrada para el Grupo Especial. La escuela buceó en la mitología, del dios Dionísios, para mostrar que el vino maduró en Roma, apadrinado por la Iglesia Cristiana, en la Edad Media, despreciado por el Islamismo y fortalecido en el Renacimiento, hasta ser relacionado con la celebración de la vida, estando presente en todas las ceremonias y fiestas conmemorativas. La bebida embarcó en naves, en la época de las Grandes Navegaciones, llegando al Nuevo Mundo. En Brasil, se crio con los inmigrantes italianos, en el sur del país, siendo homenajeado en la Fiesta de la Uva, realizada en Caxias del Sur, en el Río Grande del Sur.
2010 - Acero - Universo Presente en la Riqueza de la Tierra - El Futuro Te

pertenece
En 2010, la escuela sintió el peso de abrir el desfile con las gradas vacías. Con problemas en la comisión de frente, que representaba una estrella fugaz, cuyas fantasías atrasaron y obligaron a los integrantes a vestirse en la avenida, la escuela contó la historia del acero a través de un gran balón de fuego, que chocaba con la crosta terrestre, dio origen al mineral de hierro, materia-prima del metal. Lo abre-alas causó impacto por los colores y luces y representó la explosión de meteoritos, cuya principal escultura era a de un pájaro de fuego. La escuela mostró las grandes civilizaciones que usaban el hierro principalmente para fabricación de armamento, como los romanos, fenícios y celtas. El segundo coche representó la evolución del acero en la era medieval. En otra alegoría, una grande locomotora antecedió los altos hornos, que hicieron posible la construcción de las siderúrgicas. Un Robocop de cinco metros estaba al frente de la cuarta alegoría, que retrató el acero presente nuestro día a día, en las más diversas situaciones: cocinas industriales, hospitales, laboratorios, empresas e industrias en general. El último coche trajo San Jorge, que en el sincretismo religioso es Ogum, el Orixá del hierro, de la guerra.  La batería vino disfrazada de alquimista. A pesar de presentar fantasías y alegorías bien acabadas, los efectos de luz y humo planeados por la escuela acabaron siendo perjudicados por el sol. En la puntuación, la escuela terminó en 11º lugar siendo posicionada junto con la Paraíso del Tuiuti para el Grupo de Acceso B.
2011 - Hilária Batista de Almeida

## Títulos
- Grupo de Acceso A: 1959
- Grupo de Acceso B: 2009
- Grupo de Acceso C: 2006
- Grupo de Acceso D: 2005

## Premiaciones
Premios recibidos por el GRES Unidos de Padre Miguel.
| Año  | Premio                | Categoría / premiados | División | Ref. |
| ---- | --------------------- | --- | -------- | ---- |
| 2006 | S@mba-Net             | Mejor desfile | Grupo C  |      |
| 2007 | S@mba-Net             | Ala de pasistas | Grupo B  |      |
| 2008 | S@mba-Net             | Mejor desfile | Grupo B  |      |
| 2008 | S@mba-Net             | Samba-enredo ("En el reino de las aguas de Olokum" - Compositores: Toninho del Trayller, Diego Rodrigues, Cabeza, Amendoim del Samba y Cicinho) | Grupo B  |      |
| 2008 | S@mba-Net             | Ala de las baianas | Grupo B  |      |
| 2008 | S@mba-Net             | Alegoría (2.ª alegoría - "Reino de Ifé") | Grupo B  |      |
| 2008 | S@mba-Net             | Conjunto alegórico | Grupo B  |      |
| 2008 | S@mba-Net             | Conjunto de fantasías | Grupo B  |      |
| 2008 | S@mba-Net             | Destaque de lujo (Alexandre Coutinho - 4.ª alegoría)                                                                                            | Grupo B  |      |
| 2009 | S@mba-Net             | Mejor desfile | Grupo B  |      |
| 2009 | S@mba-Net             | Alegoría (2.ª alegoría - "El vino en la Edad Media")                                                                                            | Grupo B  |      |
| 2009 | S@mba-Net             | Conjunto alegórico | Grupo B  |      |
| 2009 | S@mba-Net             | Conjunto de fantasías | Grupo B  |      |
| 2009 | S@mba-Net             | Destaque de lujo (Luis Cavalcanti - Coche abre-alas)                                                                                            | Grupo B  |      |
| 2009 | Trofeo Radio Titular  | Mejor escuela | Grupo B  |      |
| 2010 | S@mba-Net             | Alegoría (5.ª alegoría - "En las gracias de San Jorge - Ogunhê Patacoriô Ogunhê, allá va la nave de la locura")                                 | Grupo A  |      |
| 2011 | S@mba-Net             | Conjunto de fantasías | Grupo B  |      |
| 2012 | S@mba-Net             | Intérprete (Igor Vianna) | Grupo B  |      |
| 2012 | S@mba-Net             | Ala de passistas | Grupo B  |      |
| 2012 | S@mba-Net             | Vieja guardia | Grupo B  |      |
| 2013 | S@mba-Net             | Conjunto alegórico | Serie A  |      |
| 2013 | S@mba-Net             | Ala mirim | Serie A  |      |
| 2014 | Estrella del Carnaval | Ala de las bahianas | Serie A  |      |
| 2014 | Estrella del Carnaval | Conjunto de alegorías y fantasías | Serie A  |      |
| 2014 | SRZD-Carnaval         | Conjunto alegórico | Serie A  |      |
| 2014 | S@mba-Net             | Alegoría ("Lo que es que es? – La grande charada de la infancia" - 3.ª alegoría)                                                                | Serie A  |      |
| 2014 | S@mba-Net             | Conjunto alegórico | Serie A  |      |
| 2014 | Trofeo Apoteosis      | Ala de las bahianas | Serie A  |      |
| 2014 | Trofeo Apoteosis      | Conjunto plástico | Serie A  |      |
| 2015 | Estandarte de Oro     | Mejor escuela de la Serie A | Serie A  |      |
| 2015 | SRZD-Carnaval         | Mejor escuela | Serie A  |      |
| 2015 | SRZD-Carnaval         | Carnavalesco (Edson Pereira) | Serie A  |      |
| 2015 | SRZD-Carnaval         | Intérprete (Marquinho Art'Samba) | Serie A  |      |
| 2015 | SRZD-Carnaval         | Campeona de los lectores | Serie A  |      |
| 2015 | Estrella del Carnaval | Mejor desfile | Serie A  |      |
| 2015 | Estrella del Carnaval | Intérprete (Marquinho Art'Samba) | Serie A  |      |
| 2015 | Estrella del Carnaval | Ala de las bahianas | Serie A  |      |
| 2015 | S@mba-Net             | Mejor escuela | Serie A  |      |
| 2015 | S@mba-Net             | Ala mirim | Serie A  |      |
| 2015 | S@mba-Net             | Alegoría (“Desiertos del mundo y del alma” - 2.ª alegoría)                                                                                      | Serie A  |      |
| 2015 | S@mba-Net             | Conjunto alegórico | Serie A  |      |
| 2016 | SRZD-Carnaval         | Mejor escuela | Serie A  |      |
| 2016 | SRZD-Carnaval         | Pareja de Maestra-sala y Porta-bandera (Vinícius Antunes y Jéssica Ferreira)                                                                    | Serie A  |      |
| 2016 | Estrella del Carnaval | Conjunto de alegorías y fantasías | Serie A  |      |
| 2016 | S@mba-Net             | Mejor escuela | Serie A  |      |
| 2016 | S@mba-Net             | Alegoría (“Tierra a la vista allá!” - 2.ª alegoría)                                                                                             | Serie A  |      |
| 2016 | S@mba-Net             | Ala mirim | Serie A  |      |
| 2016 | S@mba-Net             | Vieja guardia | Serie A  |      |

- Datos: Q5514438